# H.Bommanahalli, Nagamangala
H.Bommanahalli là một làng thuộc tehsil Nagamangala, huyện Mandya, bang Karnataka, Ấn Độ.